# Hearts of Iron II: Doomsday
Hearts of Iron II: Doomsday je stand-alone expansion pack pro globální válečnou strategickou hru z období druhé světové války Hearts of Iron II. Byl vydán 4. dubna 2006. Obsahuje vše, co bylo v původní hře, přičemž výrazně rozšiřuje hratelnost v době po druhé světové válce. Hráč má možnost si vyzkoušet hypotetickou jadernou válku mezi Sovětským svazem a Spojenci.

## Příběh
Nový scénář Doomsday začíná měsíc po konci druhé světové války. 2. října 1945 sovětské armády útočí na spojenecká vojska v Západním Německu, Rakousku a Jižní Koreji. Jako odplatu, americký prezident Harry S. Truman nařizuje Letectvu Spojených států shodit atomové bomby na sovětské hlavní město Moskvu a na Kujbyšev. Tyto události odstartují třetí světovou válku. Scénář končí v roce 1953.

## Spojenci
- Spojené státy americké
- Spojené království
- Francie
- Itálie
- Belgie
- Nizozemsko
- Řecko
- Turecko
- Norsko
- Kanada

## Kominterna
- Sovětský Svaz
- Polsko
- Československo
- Maďarsko
- Bulharsko
- Rumunsko
- Jugoslávie
- Albánie
- Mongolsko

## Zpravodajské služby
Ve hře je nová možnost řídit zpravodajské služby svého státu, které poskytují informace o jiných zemích a umožňují proti nim provádět operace jako například:
- Ukrást technologickou dokumentaci
- Sabotovat výrobu
- Zavraždit ministry a velitele
- Šířit propagandu
- Promlouvat do masových médií
- Sabotovat infrastrukturu
- Financovat partyzány
- Státní převrat

## Další změny
Doomsday také obsahuje některé další změny a vylepšení jako například:
- Dodatečná grafika (modely bombardérů)
- Eskortní letadlové lodě
- Nemocnice, které snižují ztráty lidského potenciálu
- Tlačítko pro jednotky "Nevylepšovat" (velice žádané hráči)
- Možnost automatizace výrobních posuvníků (velice žádané hráči)
- Ponorky mají oddělené charakteristiky pro nájezdy na konvoje a námořní boj
- Prodloužená časová osa: hra končí v roce 1953
- Nové technologie pro období začátku Studené války
- Editor scénářů
- Možnost vyměňovat divize mezi státy

## Další expansion packy
V březnu 2007 Paradox vydal booster pack pro Hearts of Iron II: Doomsday, nazvaný "Hearts of Iron II: Armageddon". Hlavním vylepšením je nová kampaň založená na alternativních dějinách a poskytující vybalancované země pro multiplayer. Také obsahuje další vylepšení jako námořní radar a upravené vzdušné boje.